# Rometta
Rometta ist eine Stadt der Metropolitanstadt Messina in der Region Sizilien in Italien mit 6584 Einwohnern (Stand 31. Dezember 2023).

## Lage und Daten
Rometta liegt 30 km westlich von Messina. Die Einwohner arbeiten hauptsächlich in der Landwirtschaft und im Tourismus.
Die Nachbargemeinden sind Messina, Monforte San Giorgio, Roccavaldina, Saponara, Spadafora.

## Geschichte
Romettas Gründungsjahr ist unbekannt. Der Ort fiel 965 als letzter Ort auf Sizilien in die Herrschaft der Araber (siehe Belagerung von Rometta). Bis in das 19. Jahrhundert hieß der Ort Rametta.

## Sehenswürdigkeiten
- Ruine des Schlosses aus byzantinischer Zeit
- Kirche SS. Salvatore ebenfalls aus byzantinischer Zeit
- Pfarrkirche aus dem 16. Jahrhundert

## Bilder

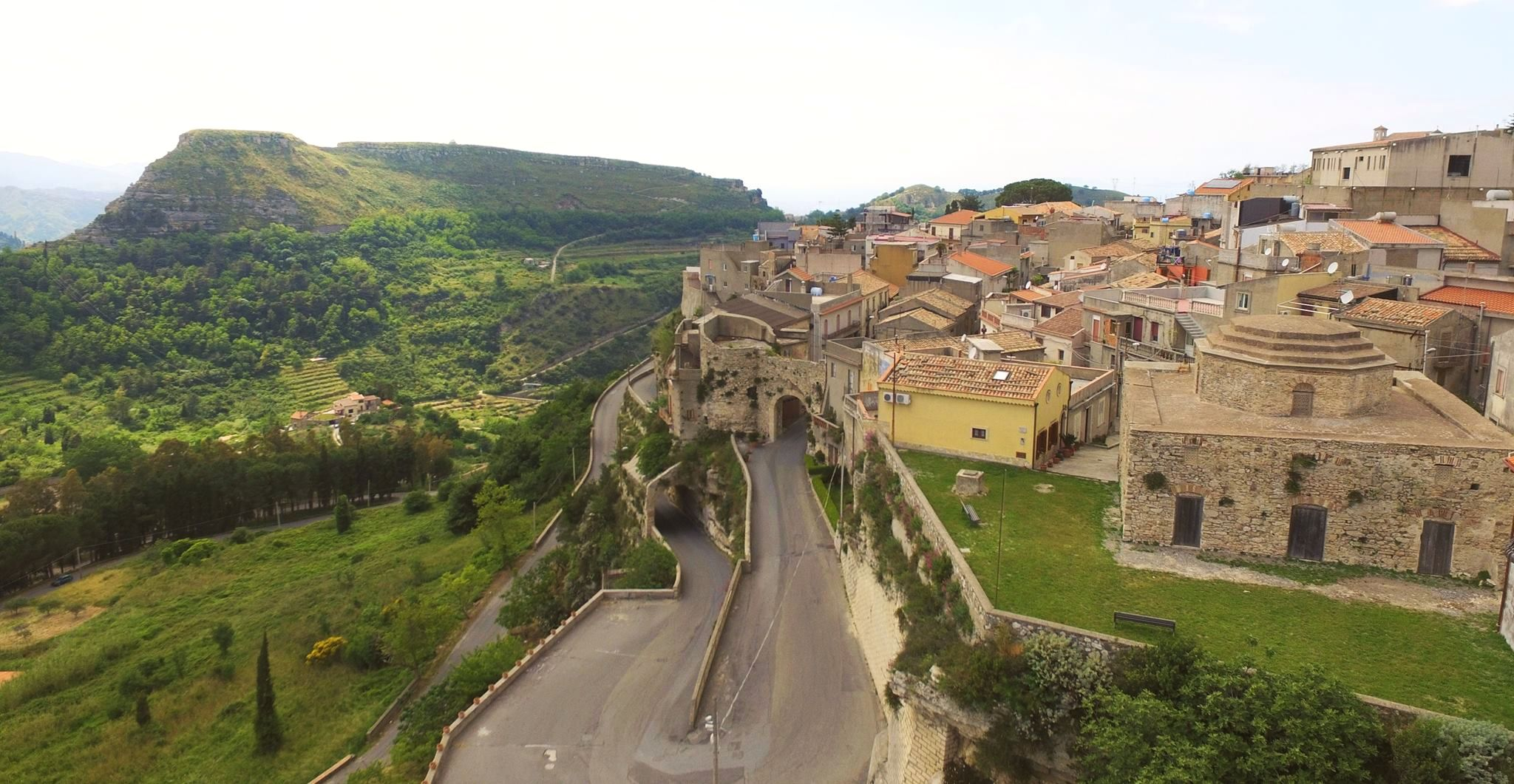
Ansicht von Rometta
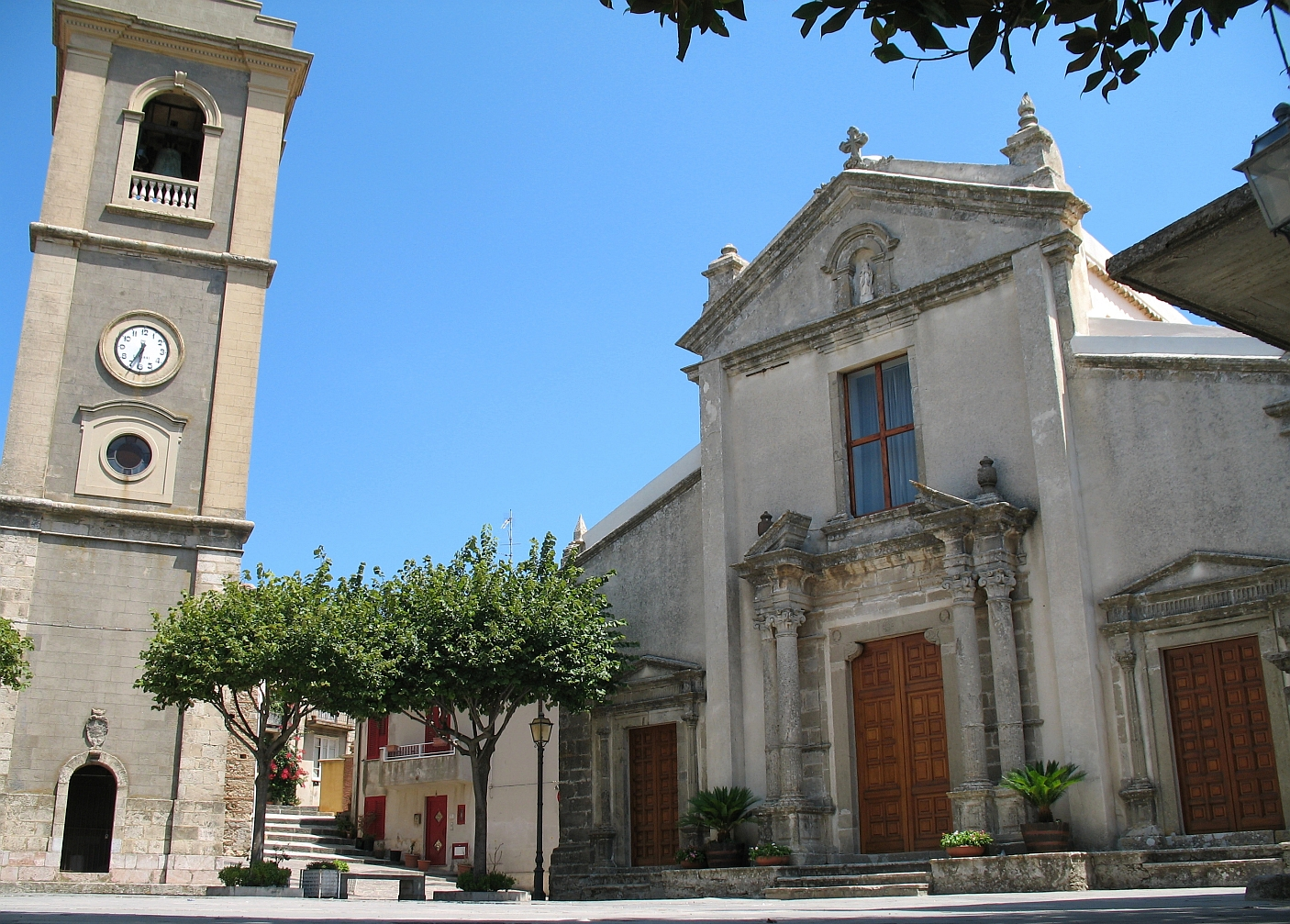
Chiesa Madre und Campanile
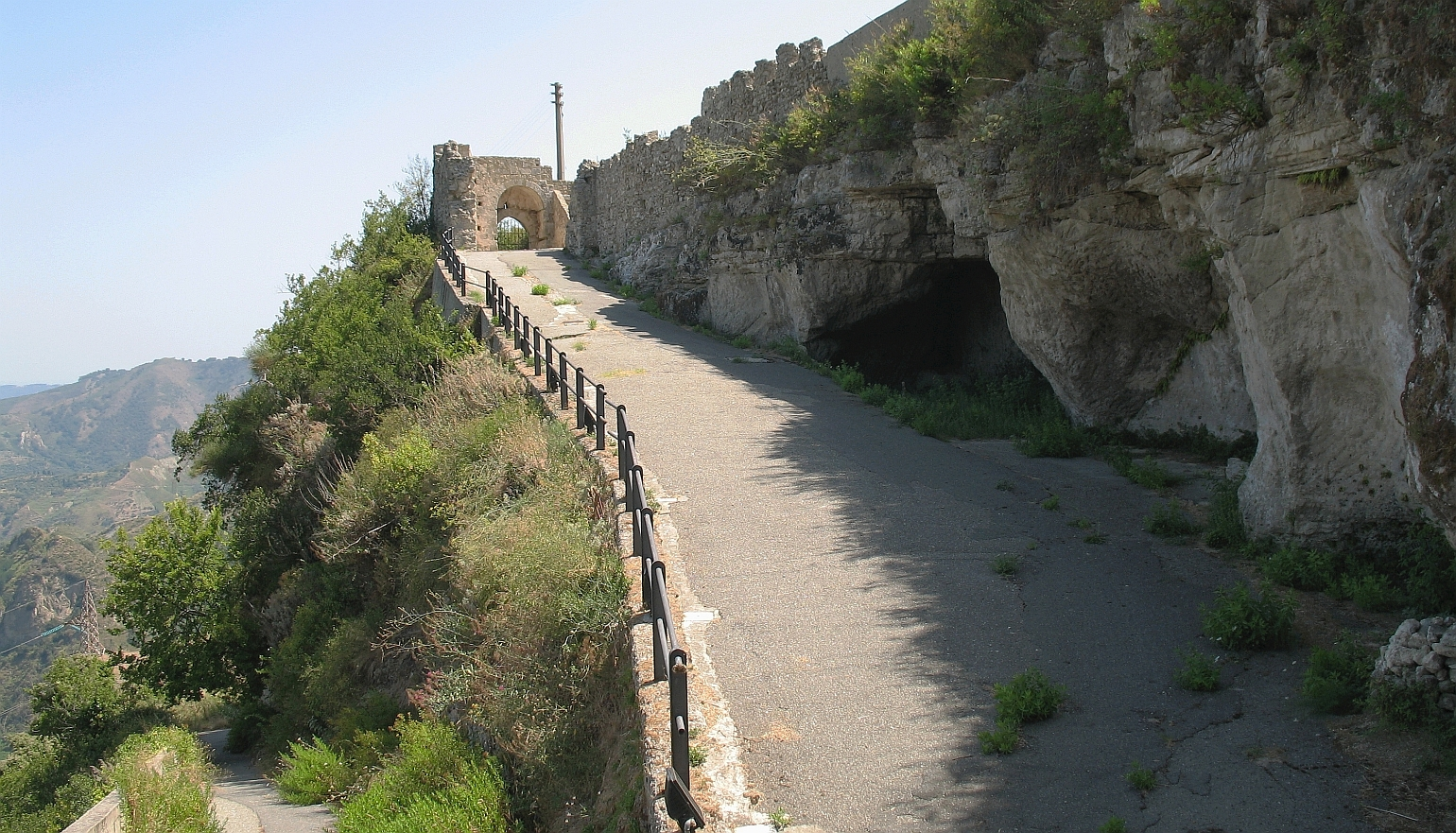
Porta Messina
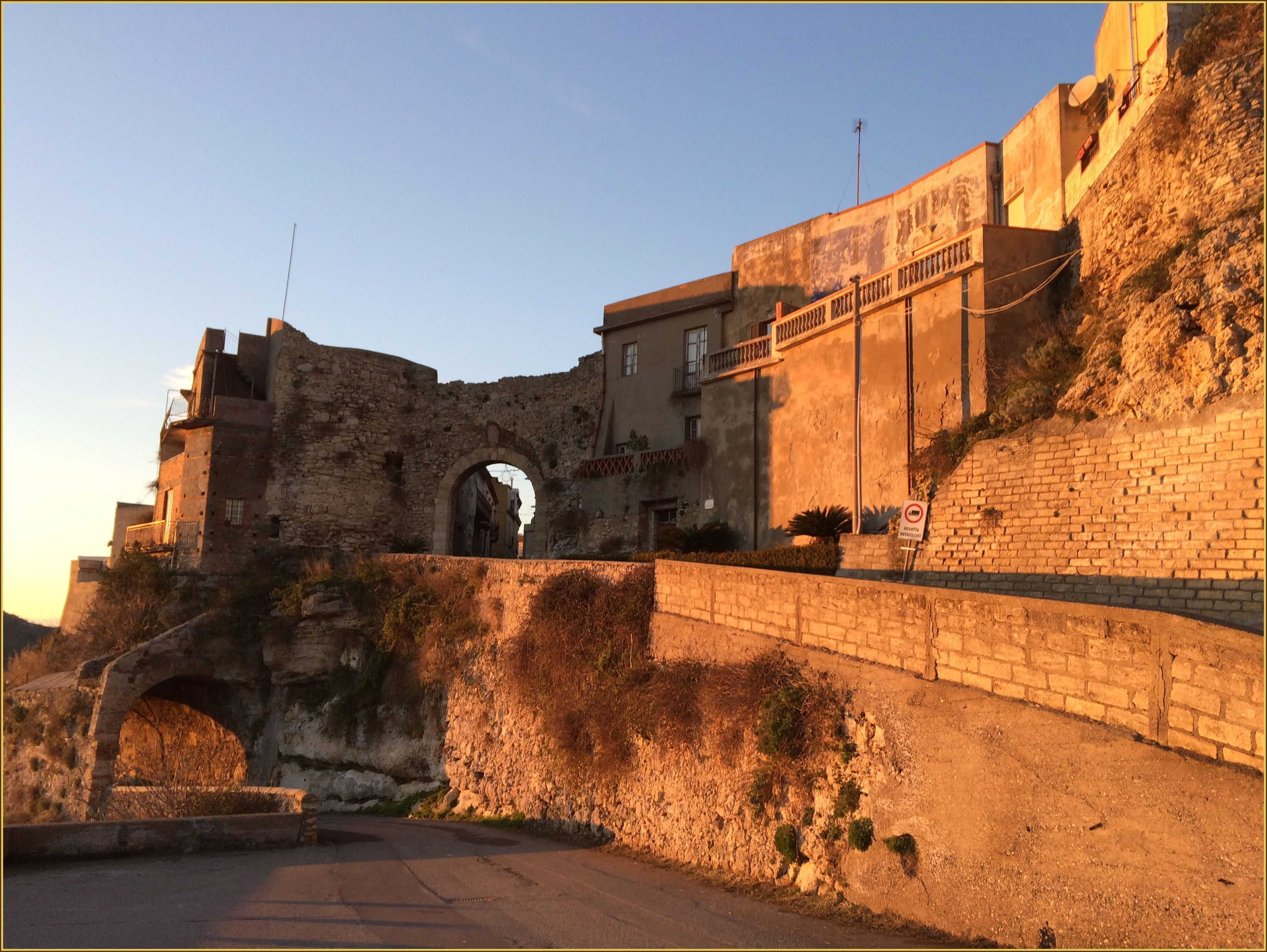
Porta Milazzo
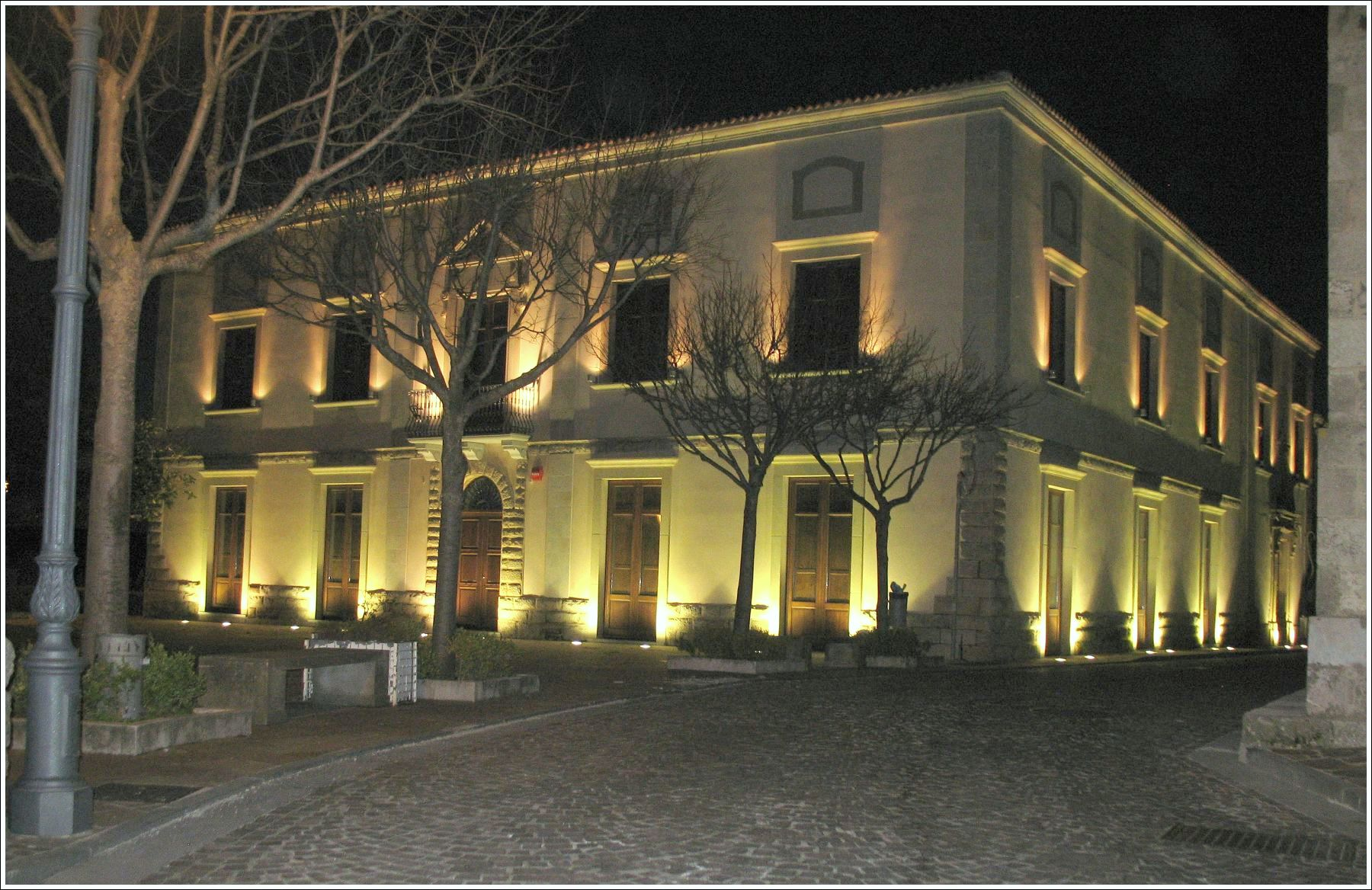
Municipio (Rathaus)
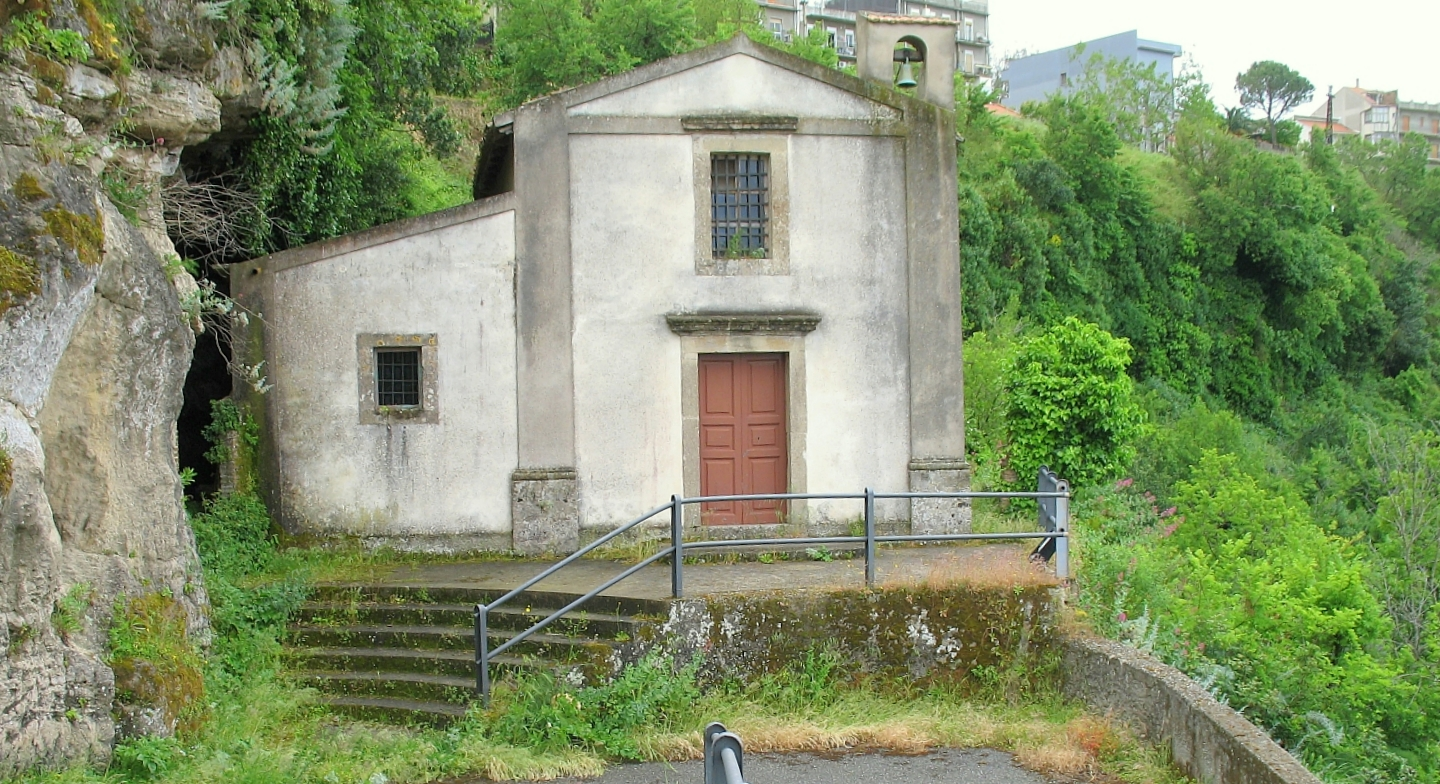
Kirche Madonna Scala
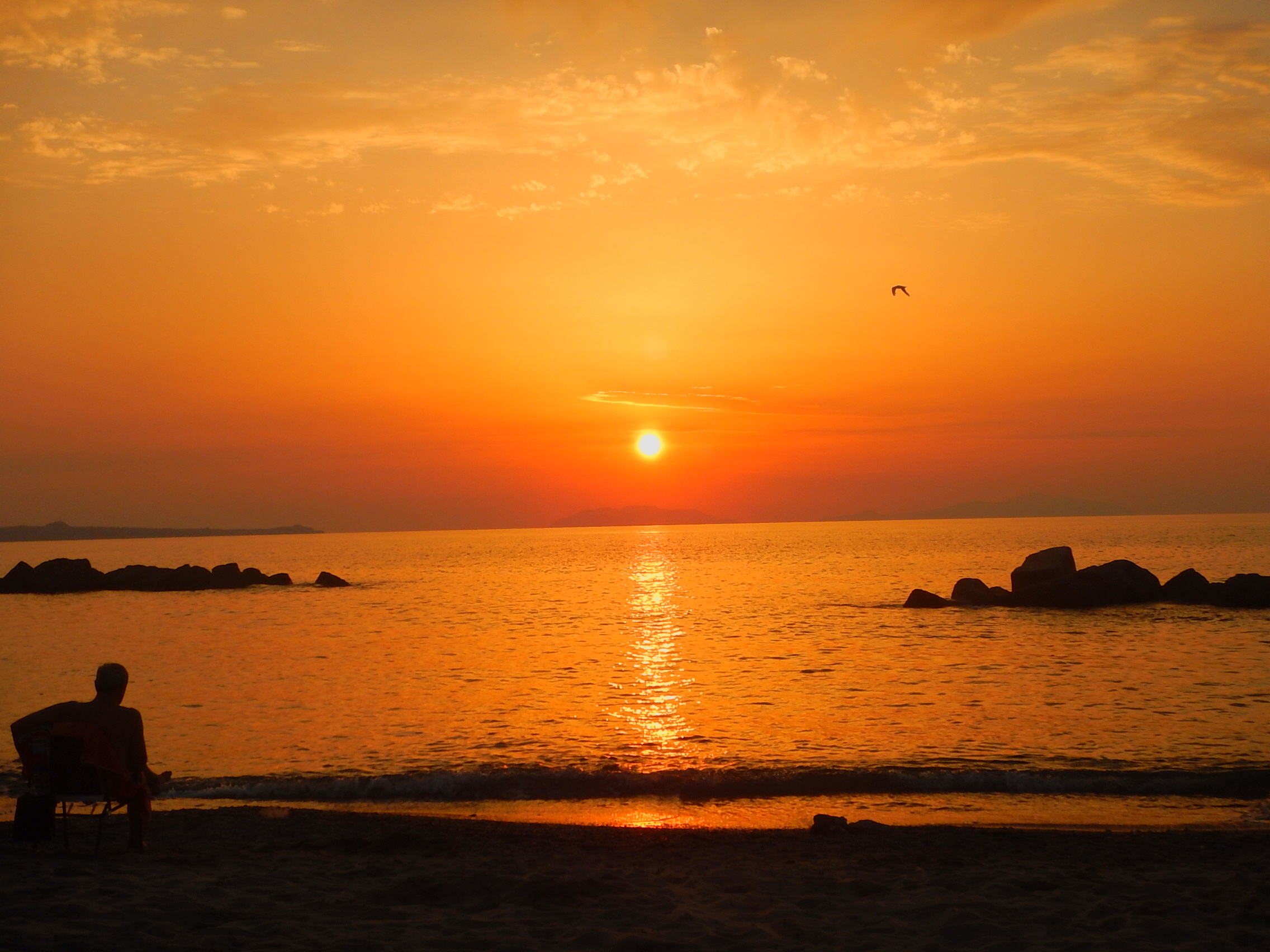
Der Strand von Rometta bei Sonnenuntergang